# Bergkiefernkäfer
Der Bergkiefernkäfer (Dendroctonus ponderosae, englisch „Mountain pine beetle“) ist ein in den Wäldern Nordamerikas lebender Borkenkäfer.

## Merkmale
Der Käfer ist schwarz, hat eine zylindrische Form und eine Länge von 4 bis 7,5 mm. Die beinlosen Larven sind cremeweiß mit einer hellbraunen Kopfkapsel und erreichen im letzten Larvenstadium eine Länge von 6 bis 7 mm. Die Eier sind weiß, oval und lichtdurchlässig.

## Verbreitung und Lebensraum
Der Bergkiefernkäfer kommt in Kanada, den USA und Mexiko vor. Er bewohnt Wälder mit Gelb- (Pinus ponderosa) und Küsten-Kiefer (P. contorta). Aber auch die Weißstämmige Kiefer (P. albicaulis),  die Rocky-Mountain-Intermountain-Unterart der Küstenkiefer (P. contorta subsp. latifolia), die Zucker-Kiefer (P. lambertiana),  die Westliche Weymouth-Kiefer (P. monticola) und die in Nordamerika  eingeführten Arten Schwarzkiefer (P. nigra) und Waldkiefer (P. sylvestris) bieten ihm einen Lebensraum. Auch an anderen Kiefernarten wie z. B. Grannen-Kiefer (P. aristata), Fuchsschwanz-Kiefer (P. balfouriana), Coulter-Kiefer (P. coulteri),  Pinus edulis, Biegsame Kiefer (P. flexilis) und Einblättrige Kiefer (P. monophylla)  ist er gefunden worden.
Douglasie (Pseudotsuga menziesii), Weihrauchzeder (Calocedrus decurrens), Tannen (Abies spp.), Lärchen (Larix spp.) und Fichten (Picea spp.) – hier insbesondere die Engelmann-Fichte (Picea engelmannii) – werden zwar auch gelegentlich befallen, insbesondere in der Nähe von Kiefern, sind aber nicht für die Vermehrung des Käfers geeignet.

## Lebensweise

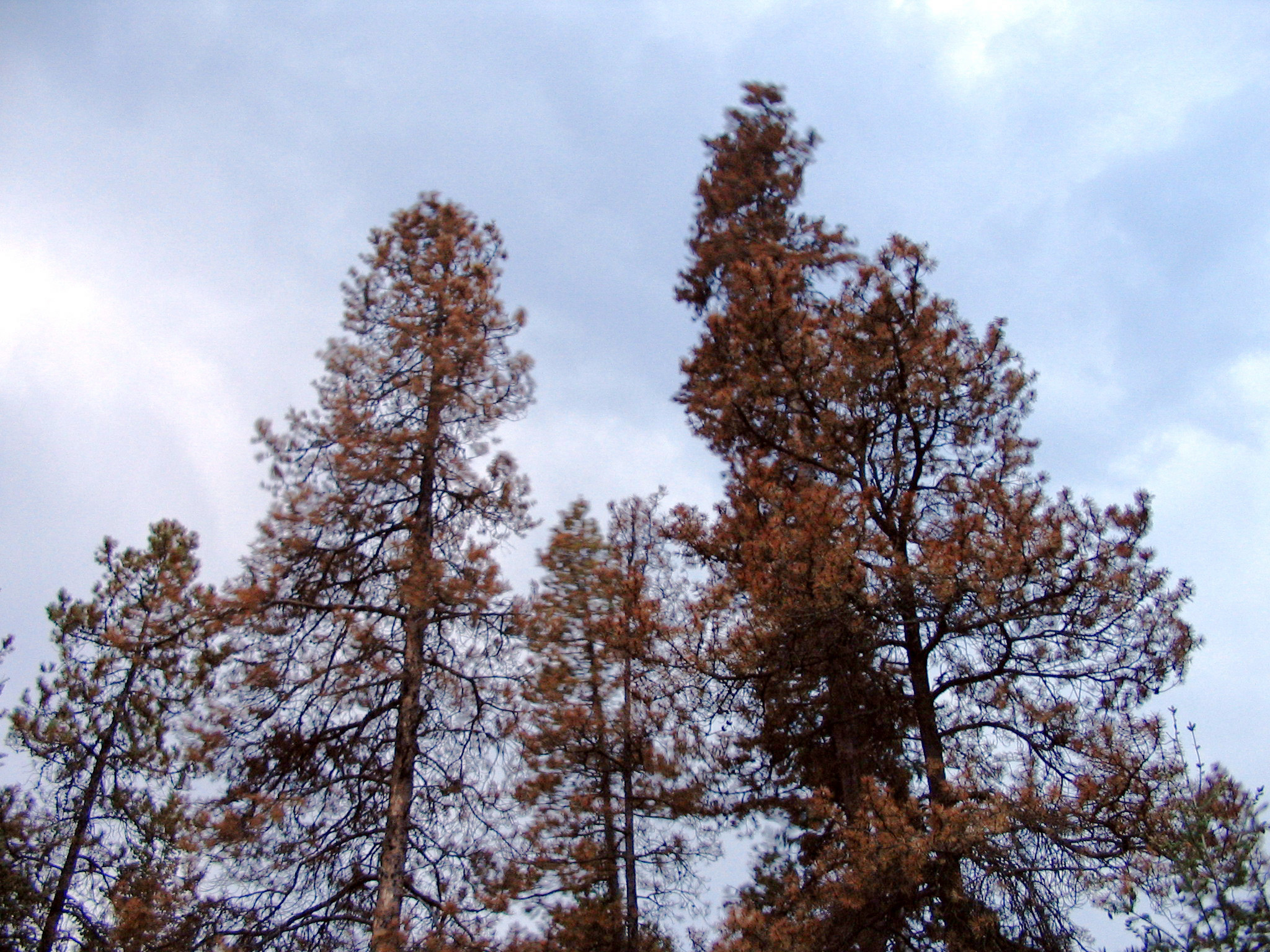
Durch den Bergkiefernkäfer abgestorbene Kiefern bei Prince George (British Columbia).

Der Bergkiefernkäfer bewohnt Kiefern, insbesondere die Gelb-Kiefer und Küsten-Kiefer. In frühen Stadien der Verbreitung konzentriert sich die Population noch auf kranke, alte, ungünstig stehende oder sonst wie vorgeschädigte Bäume. Mit der Zeit werden aber auch gesunde Bäume befallen. Der Befall beginnt meist mit Pionier-Weibchen, die, nachdem der Baum befallen ist, Pheromone aussenden, wodurch massenhaft Männchen angelockt werden.
Die Käfer töten die Bäume, indem sie durch die Borke ein Loch bis zur Phloem-Schicht bohren. Von dieser nährstoffreichen Schicht ernähren sich die Tiere und legen dort ihre Eier ab. Die Bäume reagieren auf den Befall durch eine erhöhte Harzproduktion, welche jedoch durch einen mit dem Käfer eingeschleppten Pilz zum Erliegen kommt. Nach ungefähr zwei Wochen ist die Phloemschicht so stark geschädigt, dass der Wasser- und Nährstofftransport des Baumes abreißt, womit der Baum verhungert.